# Control de actitud

Cambiar la orientación de un cuerpo rígido es lo mismo que rotar los ejes de un sistema de referencia unido a él.

El control de actitud es el ejercicio de acciones para controlar la orientación de un objeto con respecto a un sistema de referencia inercial u otra entidad (la esfera celeste, ciertos campos, objetos en las cercanías, etc.). El término es especialmente utilizado para referirse a los controles que se ejercen para controlar la orientación de las naves espaciales (tripuladas o no como es el caso de los satélites artificiales).
Para controlar la actitud de un vehículo u objeto es preciso disponer de: sensores para medir la actitud del vehículo u objeto, actuadores para aplicar los torques requeridos para re-orientar al vehículo u objeto de forma tal que adopte la actitud requerida, y algoritmos para comandar los actuadores basándose en las mediciones de actitud actuales de los sensores y las especificaciones de la actitud requerida. El campo integral que estudia las combinaciones de sensores, actuadores y algoritmos se denomina "Guiado, Navegación y Control" (GNC).

## Sensores

### Sensores de actitud relativa
Muchos sensores producen señales de salida que indican el ritmo de cambio de la actitud. Ellos requieren de una actitud inicial conocida, o información externa para usar esos ritmos de cambio y calcular la actitud actual. Muchos sensores de este tipo poseen señales "ruidosas", lo que conduce a ciertas imprecisiones si no se corrigen los cálculos mediante información provista por sensores absolutos de actitud.

#### Giróscopos
Los giróscopos son dispositivos que detectan la rotación en el espacio tridimensional sin depender de la observación de objetos externos. Si bien un giróscopo clásico consiste de una masa que rota sobre sí misma, existen también "giróscopos láser" que utilizan una luz coherente reflejada en un camino cerrado.
Otro tipo de "giróscopo" es un giróscopo por resonador semiesférico en el cual una cazoleta de cristal con la forma de una copa de vino puede ser puesta en oscilación o vibración de la misma forma que la copa de vino "suena" cuando se pasa el dedo por su borde. La orientación de la oscilación es fijada en el espacio inercial, por lo que la medición de la orientación de la oscilación relativa a la nave se puede utilizar para medir el movimiento de la nave con respecto al sistema inercial.

#### Unidades de movimiento de referencia
Unidades de movimiento de referencia son sensores de uno o varios ejes. Los mismos utilizan sensores de tecnología tipo Micro-Electro-Mecánico-Estructural (MEMS por sus siglas en inglés). Estos sensores están revolucionando la tecnología de sensores inerciales al combinar elementos de microelectrónica con tecnología de micromaquinado, para producir sistemas completos que caben en el volumen de un chip de computadora y poseen gran precisión. Entre los usos típicos de las unidades de movimiento de referencia se encuentran:
- Compensación de movimiento y estabilización de antenas
- Posicionamiento dinámico
- Compensación de carga de grúas offshore
- Sistemas para control de movimiento y amortiguamiento de vehículos de alta velocidad
- Posicionado hidro acústico
- Compensación de movimiento de ecosondas de ejes múltiples o mono eje
- Mediciones de ondas oceánicas
- Monitoreo de movimiento de estructuras offshore
- Mediciones de orientación y actitud en vehículos submarinos autónomos (AUVs) y ROVs
- Monitoreo de movimiento de barcos

### Sensores de actitud absoluta
Esta clase de sensores determina la posición u orientación de campos, objetos u otros fenómenos fuera de la nave espacial.

#### Sensor de horizonte
Un sensor de horizonte es un instrumento óptico que detecta luz del borde de la atmósfera de la Tierra, o sea en el horizonte. A menudo se utiliza sensado infrarrojo térmico, que mide la temperatura de la atmósfera, comparada con el fondo cósmico que es mucho más frío. Este sensor brinda orientación con respecto a los ejes ortogonales a la Tierra. Tiende a ser menos preciso que los sensores basados en la observación estelar. A veces colocado dentro de la categoría de los sensores terrestres.

#### Girocompás orbital
De manera similar a como un girocompás terrestre usa un péndulo para medir la gravedad local y hacer que su giróscopo se alinee con el vector de espín de la Tierra, y por lo tanto apunte hacia el Norte, un girocompás orbital utiliza un sensor de horizonte para determinar la dirección al centro de la Tierra, y un giróscopo para medir la rotación alrededor de un eje normal al plano de la órbita. Por lo tanto el sensor de horizonte brinda información de Ángulos de navegación cabeceo (pitch) y alabeo (roll), y el girocompás informa sobre la guiñada (yaw). Véase ángulos Tait-Bryan.

#### Sensor solar
Un sensor solar es un dispositivo que mide la dirección del Sol. Puede ser tan simple como algunas celdas solares y sombras, o tan complejo como un telescopio orientable, dependiendo de los requerimientos de la misión.

#### Sensor terrestre
Un sensor terrestre es un dispositivo que mide la dirección a la Tierra. Por lo general es una cámara infrarroja; a comienzos del siglo XXI el principal método para detectar actitud es el rastreador de estrellas, pero aún se utilizan sensores terrestres en los satélites a causa de su bajo costo y alta confiabilidad.

#### Rastreador de estrellas
Un rastreador de estrellas (en inglés, star tracker) es un dispositivo óptico que mide la posición de una o varias estrella utilizando fotodetectores o una cámara.
Actualmente hay muchos modelos disponibles. También existen proyectos abiertos diseñados para ser utilizados por la comunidad global de investigadores y desarrolladores de cubesats.
Los rastreadores de estrellas actuales, que requieren una alta sensibilidad, pueden confundirse con la luz solar reflejada desde la nave espacial o con las columnas de gases de escape de los propulsores de la nave espacial (ya sea por reflejo de la luz solar o contaminación de la ventana del rastreador de estrellas). Los rastreadores de estrellas también son susceptibles a una variedad de errores (baja frecuencia espacial, alta frecuencia espacial, temporal, etc.) además de una variedad de fuentes ópticas de error (aberración esférica, aberración cromática, etc.). También hay muchas fuentes potenciales de confusión para el algoritmo de identificación de estrellas (planetas, cometas, supernovas, el carácter bimodal de la función de dispersión puntual para estrellas adyacentes, otros satélites cercanos, contaminación lumínica de fuentes puntuales de las grandes ciudades de la Tierra, etc.). 
En la actualidad hay aproximadamente 57 estrellas de navegación brillantes de uso común. Sin embargo, para misiones más complejas, se utilizan bases de datos de campos estelares completas para determinar la orientación de la nave espacial. Un catálogo de estrellas de alta fidelidad típico para la determinación de la actitud se origina a partir de un catálogo base estándar (por ejemplo, del Observatorio Naval de los Estados Unidos) y luego se filtra para eliminar estrellas problemáticas, por ejemplo, debido a la variabilidad de magnitud aparente, la incertidumbre del índice de color o una ubicación. dentro del diagrama de Hertzsprung-Russell que implique poca fiabilidad. Este tipo de catálogos de estrellas pueden tener miles de estrellas almacenadas en la memoria a bordo de la nave espacial, o bien procesadas usando herramientas en la estación terrestre y luego enviadas a la nave.

#### Magnetómetro
Un magnetómetro es un dispositivo que mide la intensidad del campo magnético y, si se utiliza una tríada de tres ejes, la dirección del campo magnético. Como ayuda a la navegación de una nave espacial, mide la intensidad y dirección del campo y la compara con un mapa del campo magnético de la Tierra almacenado en la memoria a bordo o en una computadora de guiado terrestre. Una vez que se conoce la posición de la nave espacial es posible inferir la actitud.

## Algoritmos
Los algoritmos de control son programas de computadora que reciben datos de los sensores del vehículo y determinan cuales son los comandos apropiados para los actuadores para rotar el vehículo y llevarlo a la actitud deseada. Existen algoritmos desde extremadamente simples, por ejemplo control proporcional, hasta estimadores no lineales complejos o numerosos tipos intermedios, dependiendo de los requerimientos de la misión. Por lo general los algoritmos de control de actitud forman parte del software que se ejecuta en el hardware que recibe comandos desde la Tierra y formatea datos de telemetría de vehículo para transmisión a una estación terrestre.

## Actuadores
El control de la actitud se puede realizar mediante diversos mecanismos:

### Propulsores
Los actuadores más comunes son los propulsores, ya que se pueden utilizar también para mantener la órbita. Los propulsores (a menudo cohete de monopropelente), deben estar configurados como un sistema de control de reacción para brindar una estabilización en tres ejes. Sus limitaciones son el consumo de combustible, desgaste del motor, y ciclos de las válvulas de control. La eficiencia de combustible de un sistema de control de actitud queda determinada por su impulso específico (ISP - esencialmente, la velocidad de escape de gases del cohete) y el menor impulso de torque que puede dar. En la práctica, el spin del vehículo se reduce a un ritmo equivalente a esta cantidad. Por lo general se induce una pequeña cantidad de impulso en una dirección, y unas decenas de segundos más tarde, es preciso proveer un impulso en dirección contraria para mantener los errores en la orientación dentro de límites aceptables. Para minimizar la limitación que la disponibilidad de combustible impone sobre la duración de la misión, es posible utilizar sistemas de control de actitud auxiliares para reducir la rotación del vehículo a niveles bajos, por ejemplo usando pequeños propulsores vernier de bajo impulso que aceleran eléctricamente gases ionizados a velocidades extremas, utilizando potencia proveniente de celdas solares.

### Estabilización de spin
Es posible hacer rotar todo el vehículo espacial de manera de estabilizar la orientación de un único eje del vehículo (este principio es similar a lo que se hace con los proyectiles a las cuales el ánima estriada de los rifles les confiere un movimiento de giro alrededor del eje de traslación de la bala). Este método es ampliamente utilizado para estabilizar la etapa final de un vehículo de lanzamiento. Toda la nave espacial y el motor de combustible sólido adosado a ella son hechos rotar alrededor del eje de propulsión del cohete, sobre una "plataforma de spin" orientada por el sistema de control de actitud de la etapa baja sobre la cual está montada la plataforma de spin. Cuando se alcanza la órbita final, es posible frenar la rotación del satélite mediante diversos métodos, o dejar que siga rotando sobre sí mismo. La estabilización del spin de satélites solo es aplicable a aquellas misiones donde no se requiere que el eje primario de orientación sea modificado de manera apreciable durante la vida útil del satélite y no requieren de una precisión muy grande respecto a donde están apuntados. Es también adecuado para misiones con instrumentos que deben barrer el campo estelar o la superficie o atmósfera terrestre.

### Ruedas de inercia
Las mismas son rotores que se hacen girar mediante un motor eléctrico en una dirección que es la opuesta a aquella necesaria para reorientar el vehículo. Dado que las ruedas de inercia poseen una masa que es solo una pequeña fracción de la masa total de la nave espacial y son controladas por una computadora, las mismas permiten ejercer un control extremadamente preciso. Las ruedas de inercia o de reacción por lo general se encuentran alojadas sobre rodamientos magnéticos para evitar la fricción en los rodamientos mecánicos y las fallas por rotura. Para mantener la orientación en el espacio tridimensional se deben utilizar por lo menos tres, y algunas unidades adicionales son necesarias para otorgar redundancia y protección ante las fallas simples. Véase ángulos de Euler.

### Giróscopos de control de momento (CMG)
Estos son rotores que giran a velocidad constante, montados sobre una suspensión cardánica para permitir controlar la actitud. Aunque un CMG permite ejercer control sobre los dos ejes ortogonales al eje de rotación del giróscopo, el control triaxial requiere disponer de dos unidades. Un CMG es un poco más costoso, dado que se deben proveer la suspensión cardánica y los motores que mantienen la rotación. El torque máximo (aunque no el máximo cambio de momento angular) ejercido por un CMG es mayor que el que provee una rueda de inercia, lo cual lo hace más conveniente para una nave espacial grande. Un desventaja importante es su complejidad adicional, la cual aumenta la cantidad de puntos de falla. Por esta razón, la International Space Station utiliza cuatro CMGs para tener tolerancia doble ante las fallas.

### Velas solares
Es posible utilizar pequeñas velas solares, (dispositivos que producen propulsión en forma de una fuerza de reacción inducida al reflejar la luz incidente) para realizar ajustes de actitud y velocidad pequeños. Este método permite ahorrar grandes cantidades de combustible en una misión de larga duración al producir momentos de control sin consumir combustible. Por ejemplo, el Mariner 10 corregía su actitud utilizando sus paneles solares y antenas como pequeñas velas solares.

### Estabilización por gradiente de gravedad
En órbita, una nave espacial que tenga un eje mucho más largo que los otros dos se orientara de manera espontánea de forma tal que su eje más largo apunte hacia el centro de masa del planeta. Este sistema posee la ventaja que no precisa de un sistema de control activo o consumo de combustible. El efecto es causado por una fuerza de marea. El extremo superior del vehículo experimenta una fuerza de gravedad menor que el extremo inferior. Lo cual provee un torque restaurador cuando el eje largo no se encuentra co-lineal con la dirección de la gravedad. A menos de que se provea de ciertos medios de amortiguamiento, la nave espacial oscilara en torno a la vertical local. A veces se utilizan cables (tethers) para conectar dos partes de un satélite, e incrementar el torque estabilizador. Un problema con este tipo de cables es que micrometeoritos tan pequeños como un grano de arena pueden cortarlos.

### Torsión magnética
Los magnetopares o (en satélites muy pequeños) los imanes permanentes ejercen un momento contra un campo magnético local. Este método funciona solo donde existe un campo magnético contra el cual se pueda reaccionar. Un magnetopar clásico está formado por un cable conductivo en un campo magnético planetario. Tal tipo de cable conductivo puede también generar potencia eléctrica, con el consecuente descenso de la órbita. Sin embargo si se induce una contra corriente, utilizando una celda solar, es posible elevar la órbita. A causa de la gran variabilidad del campo magnético de la Tierra con respecto a un campo radial ideal, las leyes de control basadas en torques que se acoplan con este campo son altamente no lineales.

### Control de actitud exclusivamente pasivo
Existen dos tipos principales de control pasivo para satélites. El primero utiliza el gradiente gravitatorio, y conduce a cuatro estados estables con el eje más largo (eje con el menor momento de inercia) apuntando hacia la Tierra. Debido a que este sistema posee cuatro estados estables, si el satélite posee una orientación preferida, por ejemplo una cámara apuntando hacia el planeta, es preciso proveer algún medio para rotar el satélite. El otro sistema pasivo utiliza un imán para orientar el satélite con el campo magnético terrestre. Estos sistemas de control de actitud puramente pasivos tienen una limitada precisión para apuntar, porque la nave espacial oscilará alrededor de la posición de energía mínima. Este inconveniente es resuelto agregando un amortiguador, el cual puede ser o materiales con histéresis o un amortiguador viscoso. El amortiguador viscoso es un recipiente o tanque pequeño conteniendo fluido colocado en la nave espacial, posiblemente con divisores internos para aumentar la fricción interna. La fricción dentro del amortiguador gradualmente convierte la energía oscilatoria en calor disipado dentro del amortiguador viscoso.